# رالف كلانتون
رالف كلانتون (بالإنجليزية: Ralph Clanton)‏ هو ممثل أمريكي، ولد في 11 سبتمبر 1914 في فريسنو في الولايات المتحدة، وتوفي في 29 ديسمبر 2002 في جزيرة ستاتن في الولايات المتحدة.

## وصلات خارجية
- رالف كلانتون على موقع IMDb (الإنجليزية)
- رالف كلانتون على موقع قاعدة بيانات برودواي على الإنترنت (الإنجليزية)
- رالف كلانتون على موقع قاعدة بيانات الفيلم (الإنجليزية)